# Jurij Vladimirovič Solov'ëv
Jurij Vladimirovič Solov'ëv (Leningrado, 10 agosto 1940 – Leningrado, 12 gennaio 1977) è stato un danzatore sovietico, primo ballerino del Kirov Ballet.

## Biografia

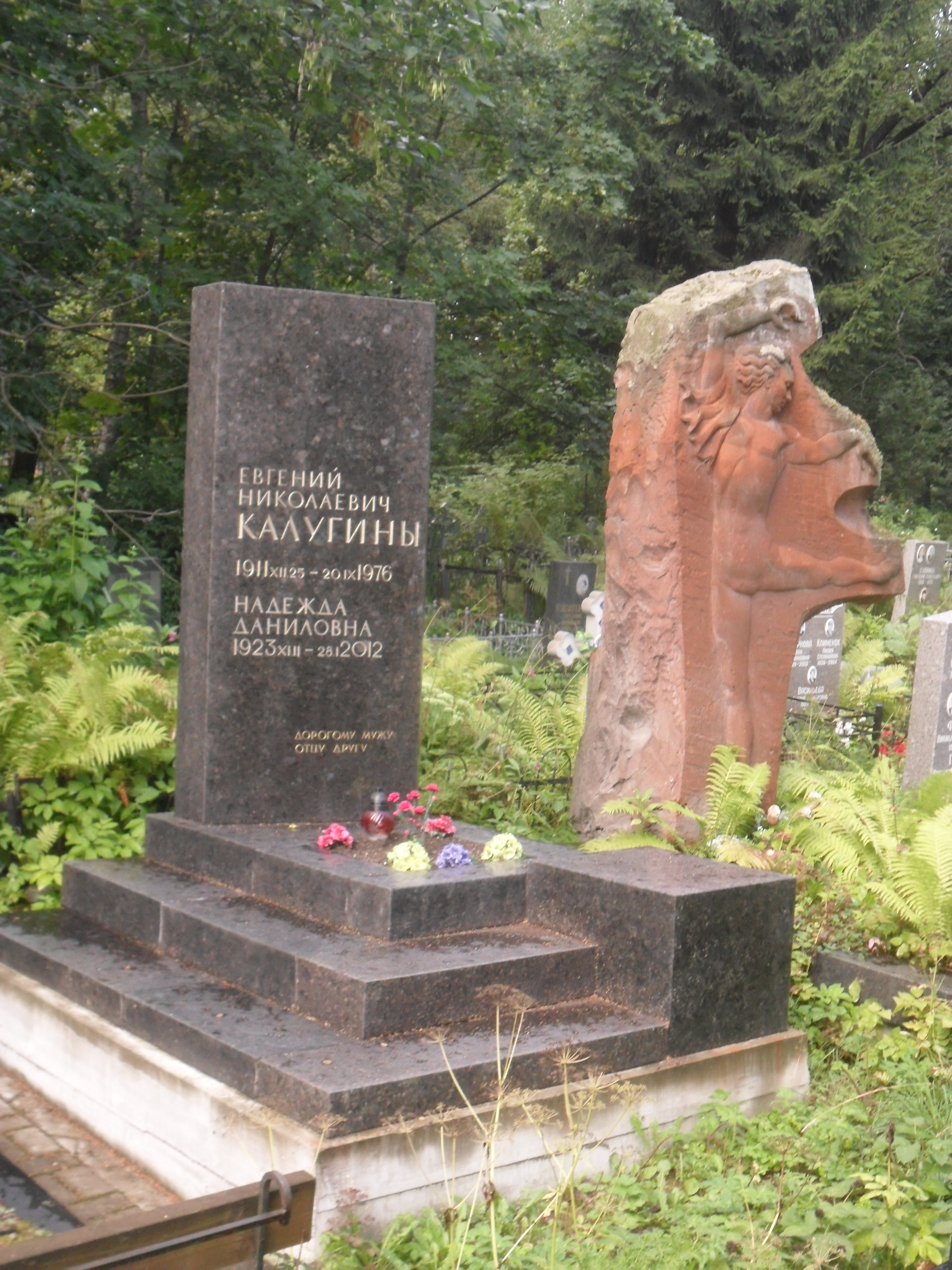
La tomba di Solov'ëv (a destra) a San Pietroburgo

Nato nella Leningrado sovietica nel 1940, iniziò a studiare danza a nove anni e fu compagno di Rudol'f Nureev all'Accademia di danza Vaganova. Subito dopo il diploma, conseguito nel 1958, fu scritturato dal Kirov Ballet (l'odierno Balletto Mariinskij), di cui scalò rapidamente i ranghi fino ad essere proclamato primo ballerino della compagnia.
Nel corso della sua carriera a San Pietroburgo danzò in molti dei maggiori ruoli del repertorio maschile, tra cui Albrecht in Giselle, Siegfried ne Il lago dei cigni, il Principe ne Lo schiaccianoci e nella Cenerentola, Solor ne La Bayadère, Jean in Rajmonda, l'Uccello Azzurro e Désiré ne La bella addormentata, un ruolo che danzò anche in un adattamento cinematografico del balletto nel 1964. Nel 1974 danzò nel ruolo dell'eponimo protagonista in occasione della prima mondiale dell'Icaro di Sergej Michajlovič Slonimskij.
Nel 1961 cominciò a danzare a livello internazionale con il Kirov, riscuotendo enormi consensi di critica in Europa e negli Stati Uniti, dove avrebbe nuovamente danzato al Metropolitan Opera House anche nel 1964. Sempre nel 1961 fu compagno di stanza di Nureev nella tournée parigina del Kirov Ballet durante cui il ballerino defezionò l'Unione Sovietica: Solov'ëv finì nel mirino del KGB e fu interrogato perché sospettato di averlo aiutato. Pur professando il suo sostegno per il Partito Comunista, rifiutò sempre di iscriversi formalmente al partito; nonostante ciò, nel 1964 fu nominato artista onorato della RSFSR, mentre nel 1967 fu promosso a Artista del popolo della RSFSR e nel 1973 fu proclamato Artista del popolo dell'Unione Sovietica.
Dopo la defezione di Michail Baryšnikov, divenne il partner regolare sulle scene di Irina Aleksandrovna Kolpakova nel 1974. Nel 1977, dopo aver danzato per l'ultima volta come Romeo in Romeo e Giulietta accanto a Kolpakova, si suicidò con un'arma da fuoco nella sua dacia fuori da Leningrado; aveva trentasei anni. La vedova, Tat'jana Nikolajevna Legat, attribuì il gesto alle pressioni del Partito Comunista e agli infortuni che stavano per mettere fine alla sua carriera sulle scene.

## Nella cultura di massa
Sergej Polunin ha interpretato Solov'ëv nel film Nureyev - The White Crow, diretto da Ralph Fiennes nel 2018.

## Filmografia (parziale)
- La bella addormentata (Спящая красавица), regia di Apollinarij Ivanovič Dudko e Konstantin Sergeev (1964)